# Комендоровка
Комендоровка — река в России, на юго-западе Тверской области, правый приток Велесы (бассейн Западной Двины). Длина реки составляет 15,7 км.

## Течение
Протекает по территории Западнодвинского и Жарковского районов.
Комендоровка вытекает из обширного болота Роговский мох, в 12 км к югу от Западной Двины. Течёт сначала на юг, потом на запад, в низовье на юго-восток. Ширина реки в нижнем течении достигает 5 метров, глубина до 2 метров. Впадает в Велесу справа на высоте приблизительно 165 метров над уровнем моря.

## Притоки
Комендоровка принимает несколько мелких ручьев, вытекающих из соседних болот.

## Населённые пункты
В устье реки расположена деревня Рудня.